# D-Tox
D-Tox è un film del 2002, diretto da Jim Gillespie, con protagonista l'attore Sylvester Stallone.
Il film è tratto dal libro di Howard Swindle Jitter Joint.

## Trama
L'agente dell'FBI Jake Malloy indaga su un serial killer psicopatico che uccide agenti di polizia, e questi si vendica uccidendo prima il suo partner e poi la sua fidanzata Mary. Malloy dà la caccia all'uomo senza tregua, ma quando lo trova scopre che si è già impiccato; a seguito dei cruenti episodi, l'agente cade in una profonda depressione e nell'alcolismo, fino a quando tre mesi dopo viene convinto dal suo capo e amico Chuck Hendricks a ricoverarsi; Hendricks lo ha iscritto in un centro di riabilitazione, chiamato D-Tox, che si trova in una zona isolata nel Wyoming, finalizzato alla cura di agenti con vari problemi di nevrosi o di alcolismo, derivanti da traumi generati dall'aver assistito ad eventi drammatici che il mestiere comporta.
Nel centro, Malloy incontra diversi agenti ricoverati per i problemi più diversi: Peter Noah è un ex SWAT paranoico e arrogante, Frank Slater è un cinico agente britannico, Willie Jones è un detective della squadra omicidi molto religioso, Jaworski era nella squadra narcotici e ha tentato il suicidio, Lopez viene dalla polizia di Los Angeles ed ha problemi a gestire il suo carattere bellicoso, e McKenzie è un anziano mountie che ha assistito al suicidio del suo partner. Nella struttura ci sono anche il dr. John Mitchell detto "Doc" (un ex poliziotto caduto nell'alcolismo e poi rimessosi in piedi), il meccanico Hank, Jenny Munroe (infermiera e psicologa del centro con cui Malloy stringe gradualmente un legame), il cuoco Manny e il tuttofare Gilbert. Hendricks resta nel paese vicino per assicurarsi che Malloy non sfugga alla terapia.
Quando una tempesta di neve blocca le comunicazioni con l'esterno, cominciano a succedersi una serie di omicidi, sia tra i ricoverati, sia tra i componenti dello staff con l'ossessivo scopo finale di arrivare a Malloy. In un clima di sospetto e diffidenza, Malloy e Jenny tentano di capire chi sia il colpevole, che deve essere lì con loro perché nessuno può andare e venire con quel tempo. All'esterno, Hendricks un giorno ritrova casualmente un corpo congelato, e indagando scopre che quello è il vero Frank Slater, ucciso prima di arrivare alla clinica dall'assassino; si dirige alla clinica con l'aiuto del proprietario di un negozio di articoli per la pesca.
Intanto il clima di sospetti degenera: Hank, Manny e Gilbert tentano di raggiungere il paese ma sbattono contro il cadavere di Jack, il portantino della clinica, finendo fuori strada; Prima che Malloy arrivi sul posto Manny viene ucciso e GIlbert scappa. In seguito Malloy trova il corpo di Connor con addosso prove che lo accusano, ma ormai la situazione è degenerata; Hank rinchiude Malloy nella stanza di Slater sospettando che sia il killer, ma qui Malloy trova una scatola di fiammiferi con il logo di un ristorante a Seattle e capisce: quel locale era frequentato da molti poliziotti, compreso lui stesso e quelli uccisi dal serial killer che uccise Mary e il suo collega! Il finto Slater in realtà ha organizzato un finto suicidio di un innocente per dare un colpevole alle autorità e fermare le indagini; poi ha tenuto d'occhio Malloy in attesa di un momento adatto per colpirlo; saputo del suo ricovero, si è sostituito a Slater per entrare. Malloy evade dalla cella e trova sopra la stanza i distintivi dei poliziotti morti, che il killer ha tenuto come trofei.
Discolpatosi davanti agli altri, Malloy organizza una pattuglia con i due poliziotti rimasti, mette Jenny in una stanza e poi va nei sotterranei della clinica dove Slater sta aiutando a Hank e Noah a prendere legna da ardere; Slater li separa e li uccide, attirando Malloy in un luogo mentre va ad uccidere Jenny. La resa dei conti tra i due si svolge all'esterno, mentre Hendricks arriva dopo aver raccolto Gilbert per strada; Slater trova Jenny, ferisce Hendricks e affronta Malloy; durante la colluttazione il killer rimane impalato sugli spuntoni di una macchina spazzaneve. Liberatosi dai suoi incubi Malloy riesce ad appendere ad un albero la catenina con l'anello destinato a Mary e si allontana con Jenny e Hendricks.

## Produzione
Il budget del film è stato di circa 55 milioni di dollari.

## Distribuzione
D-Tox è arrivato per la prima volta nelle sale italiane il 15 marzo 2002